# ウクライナの国章
ウクライナの国章（ウクライナのこくしょう、ウクライナ語: Герб України）は、ウクライナの国家的象徴の一つで、 青盾に黄金のトルィーズブが描かれているという紋章である。トルィーズブは、三叉戟をモチーフにしたキエフ大公国の大公朝の紋章である。ウクライナの国章は大公ヴォロディーメル1世が用いた紋章に由来する。

## 概要

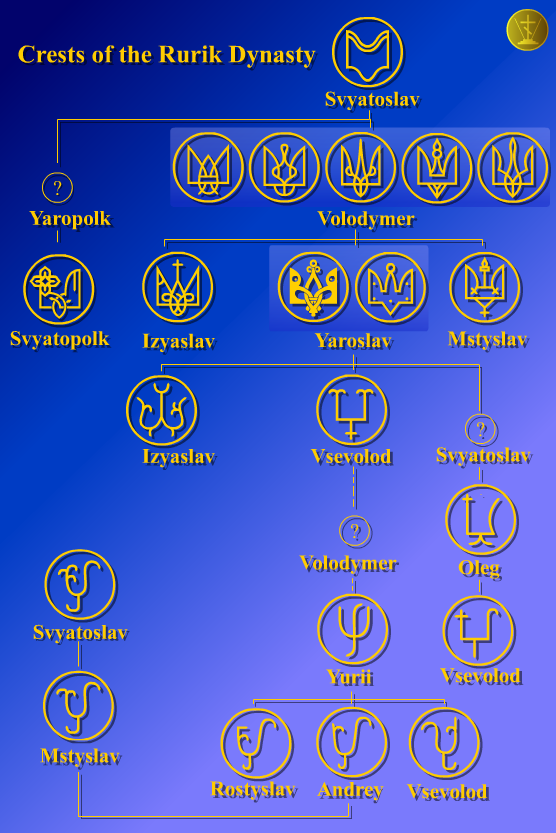
ルーシの大公たちの紋。リューリク朝は三叉戟を用いたシンボル。

国章はウクライナの4つの国家的シンボルの一つである。ウクライナ国章は大国章と小国章にわかれていて、その国章に関する規定はウクライナの憲法第20条において記されている。それによると、両国章の中心的な要素は、「トルィズーブ」であるべきと定められている。
小国章は、1992年2月19日に法律で認定され、青い盾に金のトルィズーブというデザインで描かれている。
大国章はまだ認定されておらず、法案上のみ存在している。その法案によると、大国章の中心は小国章である。その小国章は、左側のハールィチ・ヴォルィーニ大公国の紋章であるライオンと、右側のウクライナ・コサックの紋章である銃士という、二つのサポーターによって両側から支えられているのである。小国章の盾を支えているライオンと銃士はウクライナ国旗の色で彩色したリボンの上に立っている。小国章の上にはキエフ・ルーシの大公権を象徴する大公の冠が置かれていて、小国章の下にはウクライナ民族のシンボルであるセイヨウカンボクの実と小麦の穂が配置されているのである。

## ウクライナの歴史的な紋章・国章

ルーシの公朝の朝紋の一つ （約900年 - 1241年）
ルーシのハールィチ公国の紋章 （約1000年 - 1199年）
ルーシのヴォルィーニ公国の紋章 （約1000年 - 1199年）
ルーシのハールィチ・ヴォルィーニ大公国の紋章 （1199年 - 1349年）
ルーシ県の紋章 （1349年 - 1795年）
キエフ県の紋章 （1569年 - 1649年）
ヘーチマン国家の国章 （1649年 - 1764年)
ウクライナ人民共和国の小国章 （1917年 - 1921年）
西ウクライナ人民共和国の国章 （1917年 - 1918年）
ウクライナ国の国章案 （1918年）
ウクライナ社会主義ソビエト共和国およびウクライナ・ソビエト社会主義共和国の国章 （1920年 - 1991年）
ウクライナ民族主義者組織（OUN）メーリヌィク派の紋章 （1929年 - ）
空軍や海軍航空隊の航空機の垂直尾翼に描かれた古い小国章 （1992年 - ）